# Habrotrocha annulata
Habrotrocha annulata är en hjuldjursart som först beskrevs av Murray 1905.  Habrotrocha annulata ingår i släktet Habrotrocha och familjen Habrotrochidae. Arten är reproducerande i Sverige. Inga underarter finns listade i Catalogue of Life.